# Gutshof Menterschwaige

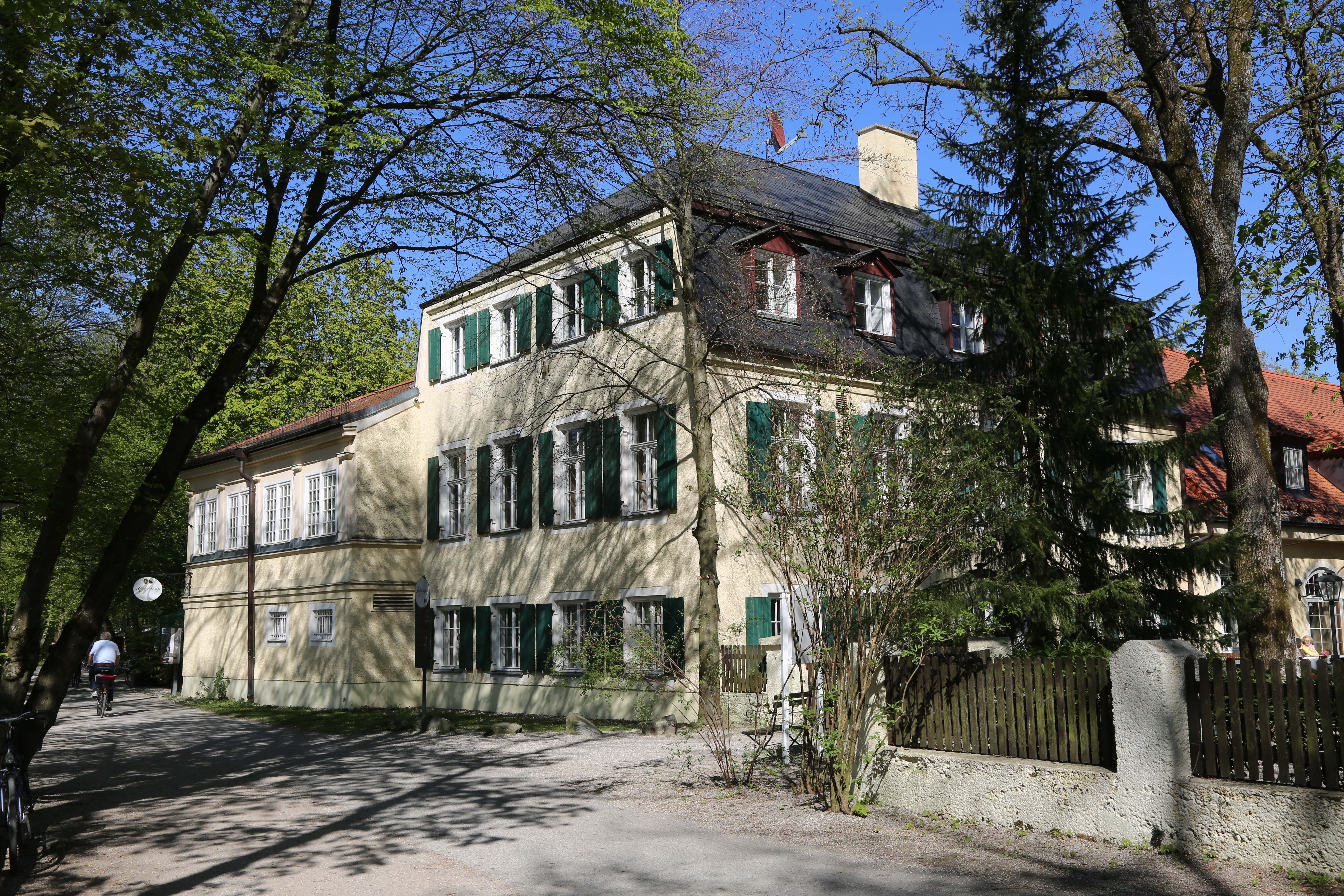
Gutshof Menterschwaige

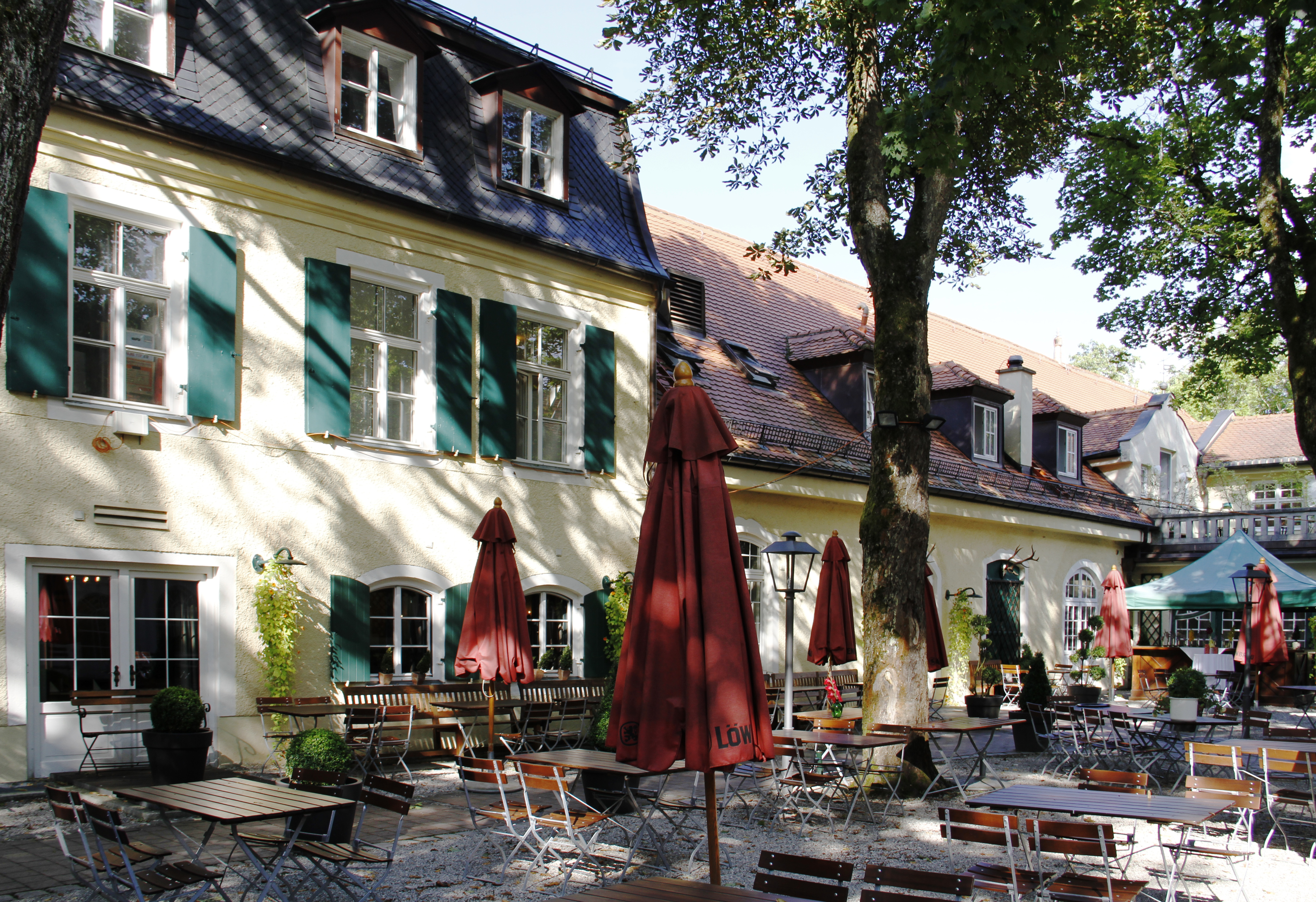
Vorne das Hauptgebäude, dahinter die Bierhalle

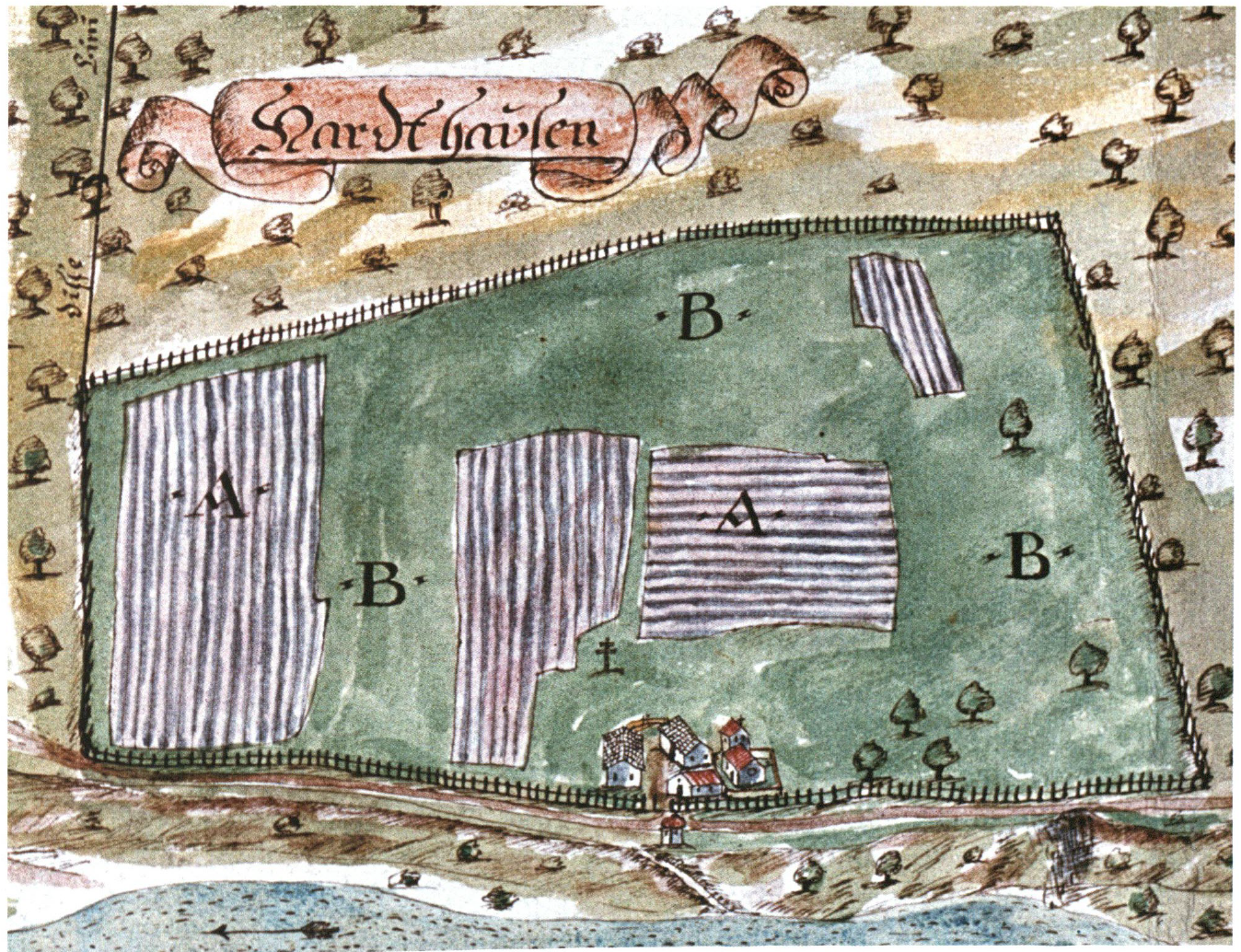
Plan des Gutes Hardthausen im Jahr 1700. Ausschnitt aus einer Karte des Geometers Mattias Paur

Der Gutshof Menterschwaige ist ein denkmalgeschütztes, dreiflügeliges Gebäude in München direkt am Hochufer der Isar, nur durch einen öffentlichen Fuß- und Radweg und alten Waldbestand von der Hangkante getrennt. Er liegt im Münchner Stadtteil Harlaching, das ihn umgebende Quartier ist nach ihm als Menterschwaige benannt. Heute befindet sich in dem Gutshof ein Gasthof mit Biergarten.

## Geschichte
Die Menterschwaige geht zurück auf eine als Harthausen bezeichnete Schwaige, die um das Jahr 1012 erstmals in einer Besitzurkunde erwähnt wurde. Der Name stammt vom Wort Hardt für einen hochgelegenen Wald. Seit 1189 gehörte zur Schwaige auch eine Kirche, die südlich des Hofes auf der Rodung am Rand des Perlacher Forsts errichtet wurde. Im 15. Jahrhundert gelangte der Hof wie das rund fünf Kilometer südlich gelegene Grünwald in den Besitz der Herzöge von Bayern. Herzog Johann IV. zog sich im Pestjahr 1463 aus München in die abgelegene Schwaige Harthausen zurück, wurde aber dennoch infiziert und starb dort.
Im Jahr 1504 brannte der Gutshof nieder, der wiederaufgebaute Hof wurde 1632 im Dreißigjährigen Krieg von den Schweden zerstört. Kurfürst Ferdinand Maria schenkte das Grundstück 1660 seinem Oberlandeshofmeister Maximilian Graf von Kurz, der dort wieder einen Hof mit Viehwirtschaft aufbaute. Nach dessen Tod erwarb die herzogliche Familie die Schwaige wieder, sie blieb bis 1793 im Besitz der Wittelsbacher.

### Ausflugsziel im 19. Jahrhundert
Anschließend wurde der Hof mehrmals kurz hintereinander verkauft. Erster Käufer war der Reichsgraf Marquart von Kreith, von ihm erwarb die für den Nockherberg bekannte Bankiersfamilie Nockher die Schwaige. 1803 eröffnete Nockher im ehemaligen Gut erstmals einen Gasthof. Der nächste Eigentümer war der Schweizer David Edvard. 1807 erwarb Peter Johann Gaibl den Hof. Er betrieb bereits die Brauerei und Gaststätte Menter in der Münchner Altstadt, so dass er als „Menterbräu“ bezeichnet wurde und seitdem Gasthof und Gut Hardhausen als Menterschwaige bekannt wurden.
Das Gasthaus wurde wegen seiner reizvollen Lage auf dem Hochufer mit Blick auf den Fluss und die Alpen zu einem viel besuchten Ziel für Landpartien aus der Stadt, auch längere Aufenthalte in der Sommerfrische waren beliebt. Es wird beschrieben als „einsames Wirtshaus, [...] wo uns das herrliche Gebirg zum ersten Mal einen vertraulichen Blick in seinen Schoß gestattet“ und die Menterschwaige „ist einer der beliebtesten Besuchsorte, besonders an Sonn- und Feiertagen und am 1. Mai, wo Tausende von Menschen hier zusammenkommen.“ Reiseberichte von Besuchern Münchens um die Mitte des 19. Jahrhunderts erwähnen nahezu immer auch einen Ausflug zur Menterschwaige.
Von besonderer Bedeutung waren die jährlichen Künstlerfeste, die König Ludwig I. in der Menterschwaige ausrichtete. Ursprünglich für den 1. Mai angesetzt, wurden sie wegen des Wetters oft verschoben, manchmal bis weit in den Juni. Es handelte sich um gemeinsame Feste aller Münchner Künstler- und Sängervereine, die als Promenade mit „Musik, Fahnen, Frauen, Trinkhörnern und Sonnenschirmen“ aus der Stadt rund eineinhalb Stunden an der Isar entlang zum Gasthof zogen. Dort war ein Festplatz mit verschiedenen Bühnen und Kulissen eingerichtet worden, auf denen „Ritter-, Geister-, Gespenster-, Trauer- und Schauerkomödien“ vorgeführt wurden. Es gab üppige Mahlzeiten und Maibock.
Nach unzähligen Veröffentlichungen soll sich Lola Montez, die nichtstandesgemäße Geliebte des Königs, am 11. Februar 1848 in der Menterschwaige versteckt haben, als es ihretwegen zu Unruhen in München kam. Diese Angaben sind falsch. Montez verbrachte die erste Nacht nach ihrer Flucht aus der Stadt auf dem anderen Isarufer in einem  Gasthof in Großhesselohe, wie ein Brief aus ihrer Hand an den König belegt. Die nächste Nacht zog sie sich in die Blutenburg zurück und floh dann über Lindau in die Schweiz.

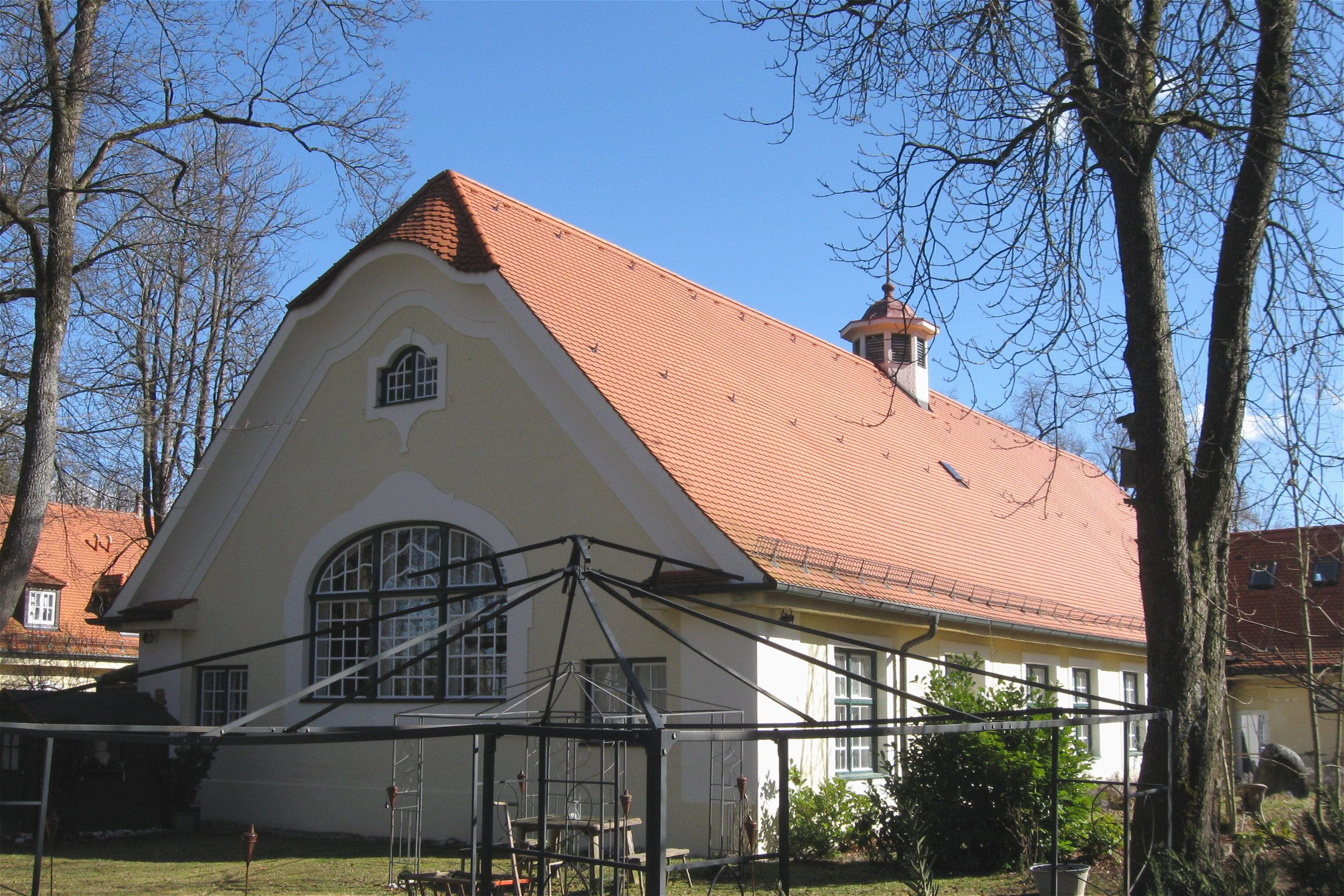
Südflügel von 1899 mit „Restaurationssaal und Bühne“

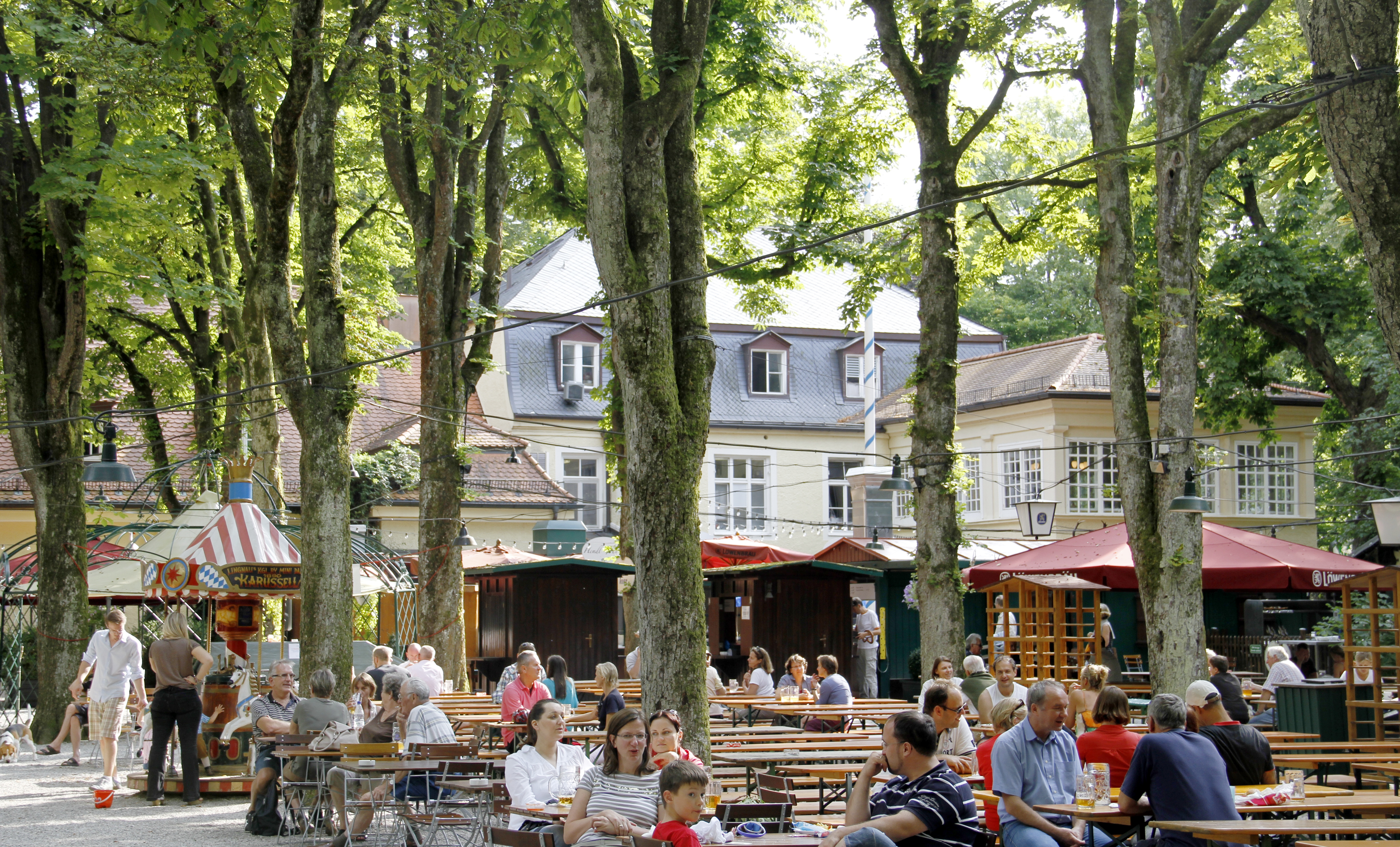
Biergarten auf der Nordseite des Gutshofs

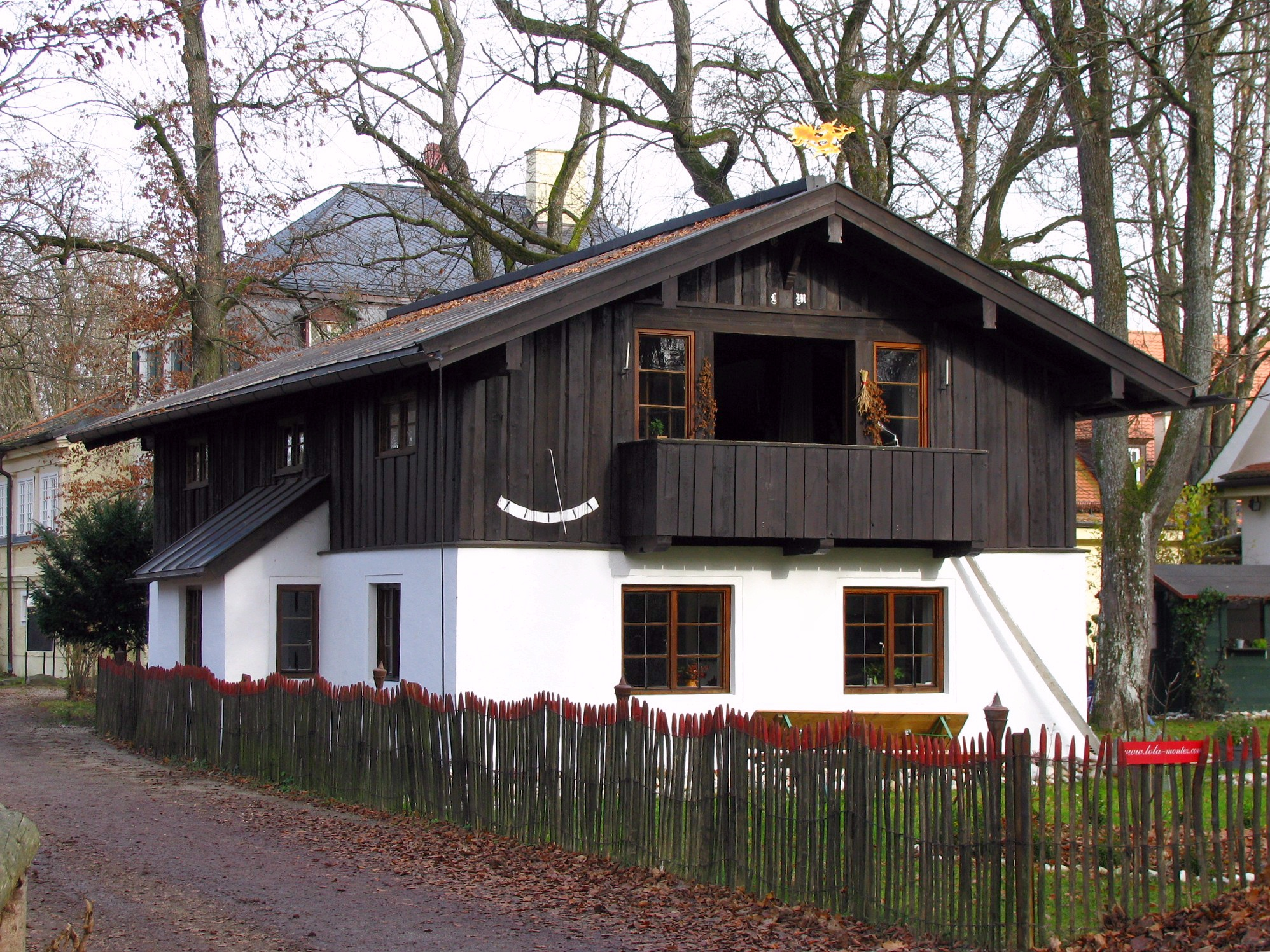
Das Nebengebäude Hochleite 71 der Menterschwaige, fälschlich auch Lola-Montez-Haus

### Der Umbau 1899
1896 kaufte die Baufirma Heilmann & Littmann den Gasthof und den zugehörigen Grundbesitz von 52 Hektar für 450.000 Mark. Jakob Heilmann erschloss die Region für die gleichnamige Villenkolonie Menterschwaige. Das eigentliche Gasthaus mit vier Hektar Grund verkaufte er 1898 an die Aktiengesellschaft Bürgerliches Bräuhaus München, in deren Aufsichtsrat Heilmann saß, für 220.000 Mark weiter. Im folgenden Jahr riss die Brauerei landwirtschaftliche Nebengebäude ab und baute die Anlage um. Sie errichtete damals etwa den heutigen Gebäudebestand. Er besteht aus dem historischen Hauptgebäude unter einem Mansarddach mit zwei Gasträumen im Erdgeschoss und zwei weiteren im Obergeschoss sowie einer anschließender Bierhalle mit Kreuzgewölbe im ehemaligen Kuhstall. Über einen Verbindungstrakt mit Küche, Kühlraum und zwei weiteren Gasträumen wurde der parallel zum Hauptgebäude angeordnete große „Restaurationssaal mit Bühne“ im Südflügel angebunden. Von einer weiteren Halle direkt an der Hangkante jenseits des öffentlichen Weges sind nur noch Teile der Fundamente erhalten. Die Eröffnung der Straßenbahn nach Grünwald 1910 mit einer Haltestelle Menterschwaige erleichterte den Zugang. 1921 fusionierte der Bürgerbräu mit Löwenbräu. Nach dem Zweiten Weltkrieg beschlagnahmten die Vereinigten Staaten den Gasthof Menterschwaige und die Mehrzahl der Villen im umliegenden Stadtviertel. Im Saal wurde ein Kino eingerichtet. Ende der 1950er Jahre erhielt Löwenbräu die Menterschwaige zurück und richtete den Gutshof wieder her.

### Die Menterschwaige heute
Die Menterschwaige ist heute ein Restaurant mit rund 500 Plätzen in verschiedenen Räumen, 12 Gästezimmern und mit einem Münchner Biergarten mit 1800 Sitzplätzen. Der Betrieb war jahrzehntelang im Eigentum der Kuffler-Gruppe und wurde 2020 an die Immobiliengruppe von Tipico-Gründer Dieter Pawlik verkauft. Wirt blieb weiterhin Christian Schottenhamel, der mit seinem Bruder auch das gleichnamige Festzelt auf dem Oktoberfest betreibt. Schottenhamel und Pawlik gaben Ende 2021 Planungen für einen Umbau ab 2022 bekannt, bei dem die Gasträume und das Außengelände von Um- und Anbauten befreit werden sollen. Zudem ist ein neuer Querbau in Holzbauweise im Osten vorgesehen, der die Schenken des Biergartens zusammenfassen soll. Im Mai 2022 teilte Schottenhamel mit, dass er bereits Ende 2021 aus diesem Projekt ausgestiegen sei und dass er den Pachtvertrag gekündigt habe. Nach einigen Verzögerungen erteilte Anfang 2023 die Lokalbaukommission die Baugenehmigung für den Umbau. Der Betrieb des Gasthauses ging von Löwenbräu zu Augustiner-Bräu über, die Wiedereröffnung war an Ostern 2025.
Das Nebengebäude Hochleite 71, das fälschlich auch Lola-Montez-Haus genannt wird, kann für Veranstaltungen gemietet werden.

### Kirche St. Margaretha
1189 wurde die zugehörige Kirche unter dem Patrozinium der St. Margaretha durch Bischof Otto II von Freising eingeweiht. Sie war als Filialkirche dem Kloster Schäftlarn unterstellt. Für 1315 ist nachgewiesen, dass die Kirche inzwischen zur Pfarrei Bogenhausen gehörte. Später wurde sie als Nebenkirche der Filialkirche zu Giesing zugeordnet, 1628 wurde sie der neu eingerichteten Pfarrei in der Au unterstellt. Um 1750 wurde die Kirche durch Spenden der späteren Besitzer des Gutes Nockher aus- und umgebaut sowie großzügig im Stil des Rokoko ausgestattet. Nach der Säkularisation 1803 betrachtete der damalige Eigentümer des Gutes Edvard die Kirche irrtümlich als sein Eigentum, obwohl sie als Gemeindekirche nicht der Säkularisation unterlag, und ließ sie 1804 abreißen. Die Ausstattung verkaufte er über einen Antiquitätenhändler. Dies fiel erst 1807 durch eine Anfrage des neuen Besitzers Gaigl auf, als dieser um Erlaubnis bat, ein Altarzimmer für Hausgottesdienste einrichten zu dürfen.